# Gornja Lomnica (Velika Gorica)
 Gornja Lomnica  falu Horvátországban, Zágráb megyében. Közigazgatásilag Velika Goricához tartozik.

## Fekvése
Zágráb központjától 10 km-re délre, községközpontjától 6 km-re nyugatra, a Túrmező síkságán, a Száva-Odra csatorna mellett fekszik. 

## Története
A római korban itt vezetett át az Emonából Sisciába vezető kereskedelmi út. A települést 1402-ben említik először. 1225-ben IV. Béla még szlavón hercegként a zágrábi várhoz tartozó egyes jobbágyokat nemesi rangra emelt, akik mentesültek a várispánok joghatósága alól és a zágrábi mező (Campi Zagrabiensis) nemeseinek közössége, azaz saját maguk által választott saját joghatóság (comes terrestris) alá kerültek. Az így megalakított Túrmezei Nemesi Kerülethez tartozott a település is. 
A falu és környéke a 16. századtól sokat szenvedett a gyakori török támadások miatt. Amikor 1592-ben Hasszán boszniai pasa végigpusztította a Túrmezőt és mintegy 35000 lakost hurcolt rabságba számos ősi túrmezei család pusztult ki és nem maradt egyetlen ép falu sem. A török veszély megszűnése annak a nagy győzelemnek köszönhető, melyet a horvát sereg 1593. június 22-én Sziszeknél aratott a török felett. 
A túrmezei kerület megszüntetése után a falut is a Zágráb vármegyéhez  csatolták. 1857-ben 81, 1910-ben 90 lakosa volt. Trianon előtt Zágráb vármegye Nagygoricai járásához tartozott. A fővároshoz való közelsége miatt az elmúlt évtizedekben, de különösen a honvédő háború idején a veszélyeztetett övezetekből jelentős számú betelepülő érkezett. Az 1970-es évek óta lakosságának száma ötszörösére nőtt. 2001-ben a falunak 534 lakosa volt.

## Lakosság
| Lakosság változása | Lakosság változása | Lakosság változása | Lakosság változása | Lakosság változása | Lakosság változása | Lakosság változása | Lakosság változása | Lakosság változása | Lakosság változása | Lakosság változása | Lakosság változása | Lakosság változása | Lakosság változása | Lakosság változása |
| ------------------ | ------------------ | ------------------ | ------------------ | ------------------ | ------------------ | ------------------ | ------------------ | ------------------ | ------------------ | ------------------ | ------------------ | ------------------ | ------------------ | ------------------ |
| 1857               | 1869               | 1880               | 1890               | 1900               | 1910               | 1921               | 1931               | 1948               | 1953               | 1961               | 1971               | 1981               | 1991               | 2001               |
| 81                 | 121                | 113                | 109                | 101                | 90                 | 91                 | 87                 | 94                 | 82                 | 90                 | 106                | 214                | 309                | 534                |

## Külső hivatkozások
- Velika Gorica hivatalos oldala
- Velika Gorica turisztikai egyesületének honlapja
- A Túrmező honlapja